# نیکسون (تگزاس)
نیکسون، تگزاس(به انگلیسی: Nixon, Texas) شهری در ایالت تگزاس از ایالات جنوبی ایالات متحده آمریکا است. در سرشماری سال ۲۰۰۰، جمعیت این شهر ۲۱۸۶ نفر اعلام شد.